# Честобродица (река)
Честобродица је мања река и превој у источној Србији, лева саставница Грзе. Њена долина одваја планину Самањац од Кучаја, правећи широки превој Столице, који је најповољнија веза између моравске удолине и Црноречке и Тимочке котлине. Кроз долину Честобродице и преко превоја води магистрални пут који повезује Поморавље и долину Тимока. Дужина долине (клисуре) Велике Честобродице је 5 km, а дубина око 250 m.